# Mežciems
Mežciems es un barrio de la ciudad de Riga, Letonia.

## Superficie
Posee una superficie de 7,667 kilómetros cuadrados (766,7  hectáreas).

## Población
Hasta 2021 presentaba una población de 14 779 habitantes, con una densidad de población de 1927,6 habitantes por kilómetro cuadrado.

## Transporte

### Rutas
- Autobús: 5, 14, 15, 16, 21, 29, 31.[1]
- Trolebús: 14, 18.[1]